# Curtis Painter
Curtis Jeffrey Painter (24 de junho de 1985, Nova Orleães, Luisiana) é um ex jogador de futebol americano que jogava na posição de quarterback na National Football League (NFL).

## Carreira no High School
Curtis Painter nasceu e foi criado em Washington Court House no estado americano de Ohio e depois ele se mudou para Vincennes, Indiana. Matriculado na Lincoln High School, Painter chegou a jogar basquete e beisebol, onde ganhou um campeonato estadual em 2002. Já no Futebol Americano foram 3 anos com 27 vitórias e 7 derrotas, além de ter conseguido 4,946 jardas, 49 touchdowns e mais 17 touchdowns correndo com a bola. Curtis terminou sua carreira no high school como finalista no prêmio Mr. Football ballot.

## College Football
Curtis começou a jogar futebol americano universitário com a Universidade de Purdue no dia 28 de julho de 2003 sob as ordens do treinador Joe Tiller. Em 2004, Painter começou como reserva do QB Brandon Kirsch durante os primeiros cinco jogos da temporada 2005-2006 e depois foi titular nos outros cinco jogos. Painter terminou seu primeiro ano na faculdade completando 89 de 170 passes para 932 jardas com 3 touchdowns e 5 interceptações.
No Motor City Bowl de 2007 contra Central Michigan, Painter completou 35 dos 54 passes que tentou, além de ter feito três touchdowns  e 546 jardas sendo um recorde para o Motor City Bowl.
Em sua última temporada em Purdue, Curtis foi titular absoluto mas perdeu seus principais jogadores por causa de contusão resultando assim em uma temporada com 4 vitórias e 8 derrotas. Painter foi criticado por sua incapacidade de vencer times ranqueados no Top 25 o que acabou por abafar o fato de ter feito números melhores que os seus antecessores em Purdue como Kyle Orton e Drew Brees.

## NFL

### Indianapolis Colts

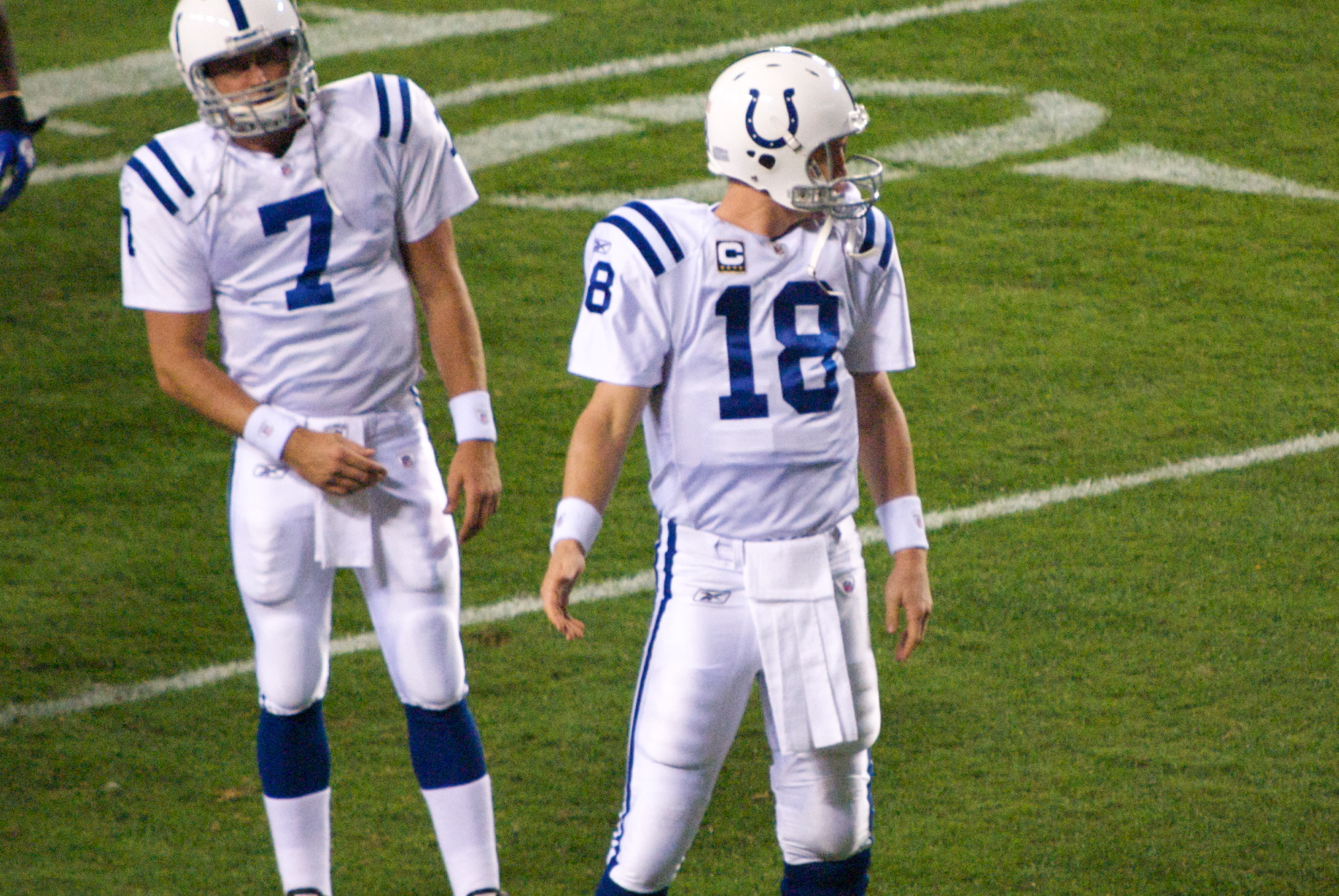
Curtis Painter (esquerda) ao lado de Peyton Manning, nos tempos em que ambos jogavam pelos Colts.

Curtis Painter foi selecionado na sexta rodada do Draft de 2009 da NFL pelo Indianapolis Colts. Bem atrás do super astro Peyton Manning, Painter provavelmente disputará a vaga de reserva com o novo companheiro de time, o QB Jim Sorgi. Painter se tornou oficialmente o segundo quarterback do time em dezembro de 2009 depois que Sorgi foi para o injured reserve e o QB Drew Willy foi chamado para ser apenas o segundo back-up. Painter estreou como profissional na liga em 27 de dezembro de 2009 contra o New York Jets, completando 4 de 11 passes para 44 jardas além de ter lançado um interceptação e de ter sofrido um fumble que foi retornado para touchdown pela defesa adversária.
Em março de 2012, ele foi dispensado pelos Colts.

### Baltimore Ravens
Em 1 9de abril de 2012, o Baltimore Ravens assinou com Painter. Ele foi treinado pelo ex-técnico de Indianapolis, Jim Caldwell, que serviu como treinador de quarterbacks nos Ravens. Ele foi dispensado do time em 31 de agosto de 2012 ao término da pré-temporada.

### New York Giants
Em 4 de janeiro de 2013, Painter assinou um contrato com o New York Giants. Foi dispensado após a temporada de 2014.

### Estatística
| Ano      | Time     | JD | JT | Passando | Passando | Passando | Passando | Passando | Passando | Passando | Passando | Correndo | Correndo | Correndo | Correndo |
| Ano      | Time     | JD | JT | Cmp      | Ten      | Pct      | Jardas   | J/T      | TD       | Int      | Rtg      | Ten      | Jardas   | Média    | TD       |
| -------- | -------- | -- | -- | -------- | -------- | -------- | -------- | -------- | -------- | -------- | -------- | -------- | -------- | -------- | -------- |
| 2009     | IND      | 2  | 0  | 8        | 28       | 28,6%    | 83       | 3,0      | 0        | 2        | 9,8      | 3        | 4        | 1,3      | 0        |
| 2011     | IND      | 9  | 8  | 132      | 243      | 54,3%    | 1 541    | 6,3      | 6        | 9        | 66,6     | 17       | 107      | 6,3      | 0        |
| 2013     | NYG      | 3  | 0  | 8        | 16       | 50%      | 57       | 3,6      | 0        | 2        | 19,0     | 3        | -2       | -0,7     | 0        |
| Carreira | Carreira | 14 | 8  | 148      | 287      | 51,6%    | 1 681    | 5,9      | 6        | 13       | 57,6     | 23       | 109      | 4,7      | 0        |

Fonte: Pro-football-reference.com

## Ligações Externas
- Colts.com bio
- Bio Oficial
- Curtis Painter Scouting Report
- ScoutingTheSports.com Blog Oficial